# Amazone d'Hispaniola
Amazona ventralis
Espèce
Statut de conservation UICN

 VU A2cd+3cd+4cd : Vulnérable
Statut CITES
L'Amazone d'Hispaniola (Amazona ventralis) est une espèce d'oiseaux de la famille des Psittacidae. C'est l'espèce du genre Amazona la plus élancée.

## Description
Cette espèce mesure 28 cm. Son plumage est vert avec des marques rouge sombre sur le ventre. Son front est blanc jusqu'au niveau des yeux où cette coloration se fond avec le blanc des cercles oculaires. La coloration verte des zones périoculaires présente de nets reflets noirs. Le bord des ailes et des rémiges est bleu. Le bec est blanchâtre avec une cire peu développée et les narines assez larges. Les pattes sont gris rosé.

## Répartition
Cette espèce peuple l'île d'Hispaniola (Haïti et République dominicaine). Il y a quelques années, des Amazones d'Hispaniola furent capturées illégalement et transportées à Porto Rico pour y être vendues. Toutefois, les contrebandiers furent arrêtés et les oiseaux libérés à quelques kilomètres du port de Mayagüez, introduisant ainsi cette espèce sur l'île. Actuellement, une population nombreuse vit dans les palmeraies et les champs portoricains.

## Habitat
L'Amazone d'Hispaniola fréquente les forêts arides des plateaux et celles humides des montagnes.

## Comportement
Les oiseaux appartenant à cette espèce se déplacent en groupes, parfois importants, et s'alimentent dans les champs. De ce fait, celle-ci est considérée comme nuisible par les paysans.

## Reproduction
Les couples se reproduisent à partir de la fin mars dans les cavités des arbres où la femelle dépose 2 à 4 œufs qu'elle couve pendant 25 jours. Les jeunes quittent le nid vers l'âge de 6 semaines et deviennent indépendants 6 à 8 semaines plus tard.